# Bill Roper

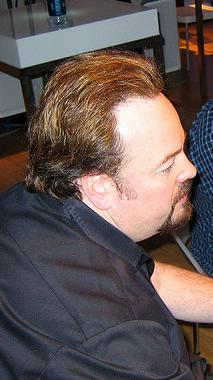
Bill Roper (2007)

Bill Roper (* 27. März 1965 in Concord, Kalifornien) ist ein US-amerikanischer Computerspieleentwickler. Bekannt wurde er als Vize-Präsident von Blizzard North. Er spielte eine Schlüsselrolle mit seiner Arbeit an dem Action-Rollenspiel Diablo und anderen Blizzard-Spielen. Roper handhabte alle internen Projekte bei Blizzard und alle externen, mit denen sie etwas zu tun hatten.
Nachdem er Blizzard verlassen hatte, gründete er zusammen mit anderen Ex-Blizzard-Mitarbeitern die Flagship Studios und fungierte als CEO. Er arbeitete an den beiden Titeln Hellgate: London und Mythos, bis Flagship im Juli 2008 geschlossen wurde.

## Spiele
Dies ist eine unvollständige Liste von Spielen, an denen Bill Roper beteiligt war:
Flagship Studios:
- Hellgate: London
- Mythos

Blizzard Entertainment:
Diablo-Universum:
- Diablo
- Diablo II
- Diablo II: Lord of Destruction

Warcraft-Universum:
- World of Warcraft
- Warcraft II: Beyond the Dark Portal
- Warcraft II: Tides of Darkness
- Warcraft III: Reign of Chaos
- Warcraft III: The Frozen Throne

StarCraft-Universum:
- Starcraft
- Starcraft: Brood War